# Hafré a sólyommal

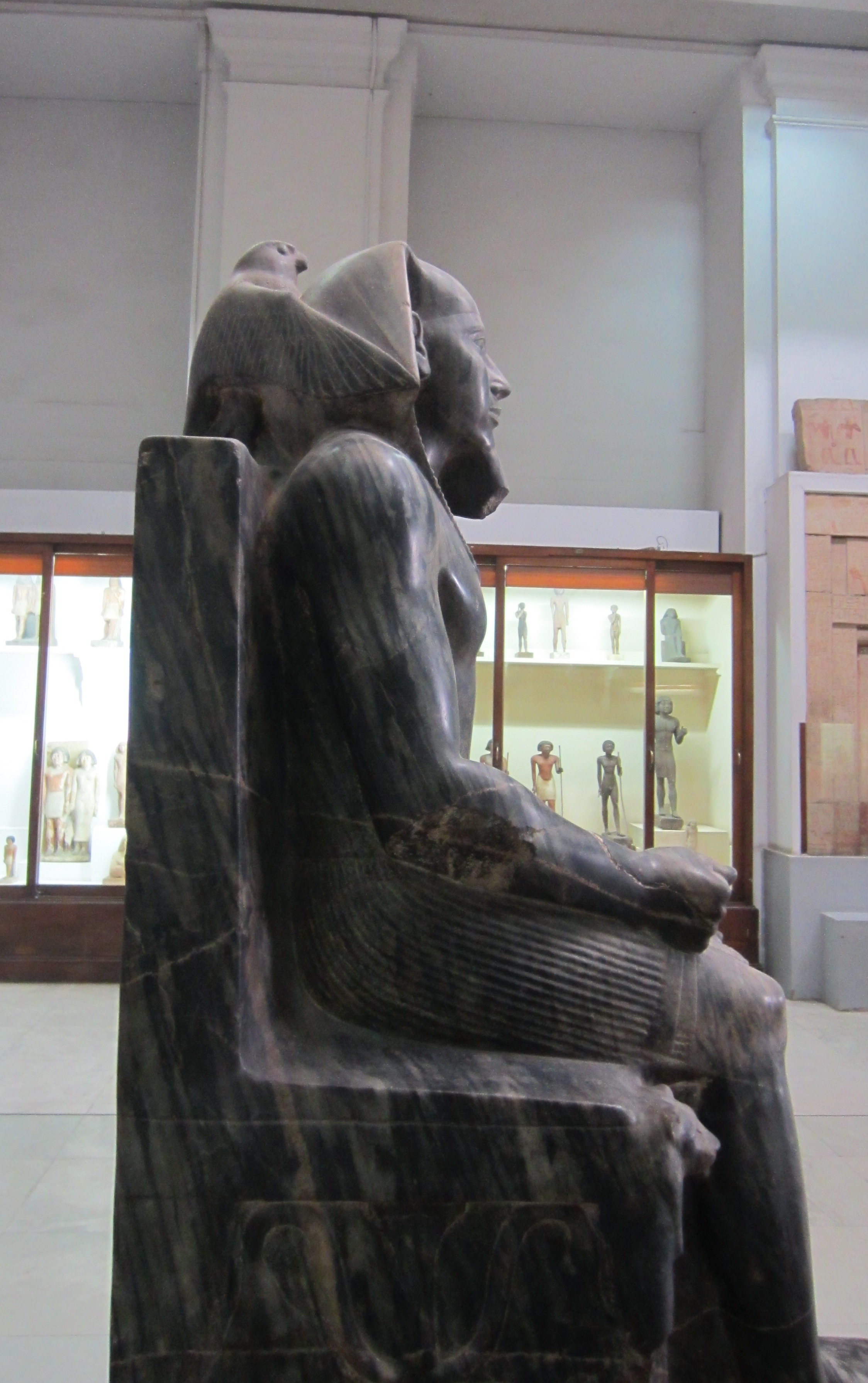
Hafré a sólyommal

A Hafré a sólyommal, Hafré Hórusszal (Sólymos Kephrén, Kephrén és Hórusz, Hóruszos Kephrén és variációi) egy szobor elnevezései. A szobor az egyiptomi Gíza területén, Hafré fáraó piramisának völgytemplomában, az előcsarnok északi részén feltárt, szabálytalan alakú cachette (rejtekhely) mélyéről került elő 1853-ban, amikor Auguste Mariette végzett ásatásokat a völgytemplom és a Szfinxtemplom területén. A szobor a kairói Egyiptomi Múzeumban található, több más, töredékes Hafré-szobor társaságában.

## Jellemzői
A szobor anyaga diorit–gneisz, Núbiából származó, jellemzően zöldesszürke színű, rendkívül kemény, sávos-eres mintázatú kő. Művészi kidolgozása kiemelkedő technikai ismeretekre utal: az életnagyságú szobor csiszolt felülete önmagában is szakmai bravúr, részletessége pedig az alapanyag ismeretében minden elismerést megérdemel. A szobor arányai is életszerűek, így az ókori egyiptomi szobrászat egyik legtökéletesebb alkotása. Részleteinek finomsága számos találgatást és többé vagy kevésbé fantasztikus elméletet megihletett, amelyek közös kiindulási pontja az, hogy nehezen hihető el a kemény kőzet ilyen aprólékos megmunkálása a korabeli eszközökkel.

## Leírása

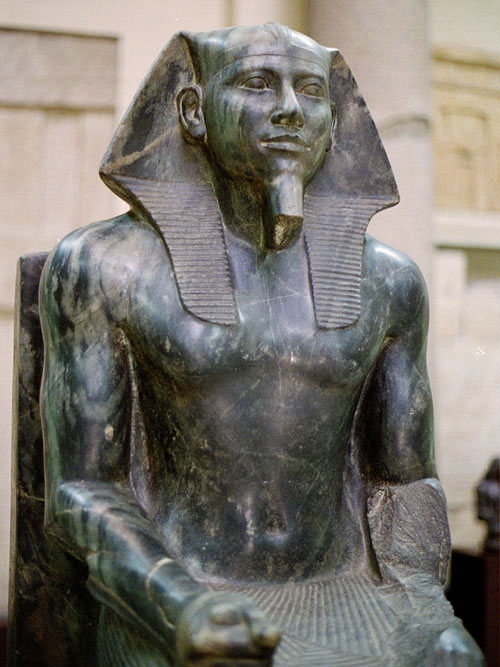
A szobor épebb oldala

A szobor Hafrét trónon ülve ábrázolja, nemesz-kendővel a fején, és rövid óbirodalmi kötényben. A király bal kezét a térdén nyugtatja, a másik térdére ejtett jobb kezében összehajtogatott kendőt tart. Fejét egészen enyhén felfelé tartja, tekintete kissé felfelé tér, arca egyenesen előre néz. Az arc, szem, fül, orr aránya és elhelyezkedése életszerű. Az arckifejezés nyugodt, kissé talán még átszellemült is, a száj éppen csak nem mosolyog. Összhatásában az öntudat, a derű és a hit dominál. A teste jellegzetes óbirodalmi ideálábrázolás révén atletikus, de visszafogott egyszerűséggel formált, a lábak szépen kidolgozottak, de a lábujjak az óbirodalmi szobrokra jellemzően nyújtottak, enyhén szétállók. Az uralkodó rövid, királyi álszakállt visel. A nemesz-kendő alsó, lelógó szárnyai redőzöttek, a sávozás nem vehető ki, ureusznak nincs nyoma. A kötény a kendő szárnyaihoz hasonlóan redőzött. A szobor mindkét talpa az alapon nyugszik, körülötte hieroglif feliratok futnak, Hafré kártusával. A két oldal felirata azonos:
| „                   | A Hatalmas Arany Hórusz, Hafré, a jóságos isten, a Felragyogás Ura | ” |
| – A szobor felirata |                                                                    |   |

A felirat

A trónus első két lába oroszlánmancsban végződik, a karfánál oroszlánfejes díszítésű. Oldalt a karfa alatt szema-taui, a Két Ország (Alsó- és Felső-Egyiptom) egyesítését jelképező szimbólum látható. Magas támlája tetején egy Hóruszt megtestesítő sólyom ül, kiterjesztett szárnyait a király fejének két oldalára nyújtja. A tartás szimbolikus jelentése az oltalommal, pártfogással függ össze (több ragadozómadár-faj is ilyen tartással oltalmazza a fészekalját), és az uralkodót mintegy azonosítja Hórusszal, aki őt fiának tekinti. Egy másik meglátás szerint a madár szárnytartása olyan, mintha fel akarná emelni a királyt az égbe. A sólyom kidolgozása hasonlóan visszafogott és elegáns, mint a király alakjáé.

### Szimbolikája
Érdekes tulajdonsága e szobornak a sólyom és a király aránya. A hangsúly egyértelműen a királyon van. Az egyiptomi szobrászat jellemzője a frontalitás: a szobrok arra készülnek, hogy szemből fogják szemlélni azokat. A szobor rendeltetési helyén, ha szemből nézi a szemlélő az alkotást, a sólyom egyáltalán nem, vagy alig látszik. Ez a legfelső képen is jól megfigyelhető.
A szobor egy másik értelmezése is lehetséges: a trónus Iszet (Ízisz) szimbóluma, a Hórusz Iszet és Uszir (Ozirisz) gyermeke. A király ebben az olvasatban Ozirisz-Hafré, az elhunyt uralkodó, akinek helyét a felesége biztosítja, és fia oltalmazza. Ez az értelmezés megkérdőjelezhető, mivel a IV. dinasztia idején Ozirisz kultusza még valószínűleg nem terjedt el eléggé. Ugyanakkor a piramiskörzet funkciójához is csak akkor illene, ha elfogadjuk a régebbi nézetet, hogy a templomkörzet és a piramis halotti kultusz helyszínéül épült. Egy újabb keletű nézet szerint azonban a piramiskörzet a királyság, mint isteni eszmény, a halott, megistenült király, és az azt követő, éppen uralkodó király, mint a királyság ideájának megtestesítője és képviselője közötti folyamatosságot kellett biztosítsa. Ebbe a gondolatkörbe az előző értelmezés is beleillik.

### A szobor sérülései
A szobron – feltehetőleg a rendkívül kemény anyagának köszönhetően – szinte alig található sérülés. Főleg a bal oldala károsodott: a trónus támlájának sarka letört, a bal kar felső része és a bal láb térdtől lábszárközépig lehasadt, a jobb térd kis mértékben sérült, és a trónus bal karfájának elülső vége csonka.
Korabeli feljegyzések szerint a szobron a 19. század végén még festésnyomok voltak láthatók. A szobrot a kor elképzeléseinek megfelelően „élethűre” festették. Mára a színeiből semmi nem maradt meg.

## Eredeti helyzete
A szobor Hafré völgytemplomának tizenhatoszlopos termében lehetett, erre utal a szobor aljának és a nevezett helyen talált szoboraljzatoknak a mérete is. A csarnokban huszonkét hasonló szobor állhatott eredetileg, és egy kettősszobor a bejárattal szemben. Innen azonban ez az egyetlen szobor maradt, míg más, hasonlóan kemény kőzetből készült, de életnagyságúnál jóval kisebb szobortöredékek más helyszínekről kerülhettek a cachette-be. Az Egyiptomi Múzeumban ezek közül is látható számos példány, de található belőlük az asszuáni Núbiai Múzeum gyűjteményében is. Egyes források szerint a szobrokat szándékosan csonkították meg és törték össze. E nézetet összekapcsolják a Hafré utódlásáért folytatott hatalmi harccal, illetve Hafré gyűlölt zsarnok voltával is, amit viszont csak jóval későbbi auktorok említenek.

## Szerepe a kutatásban

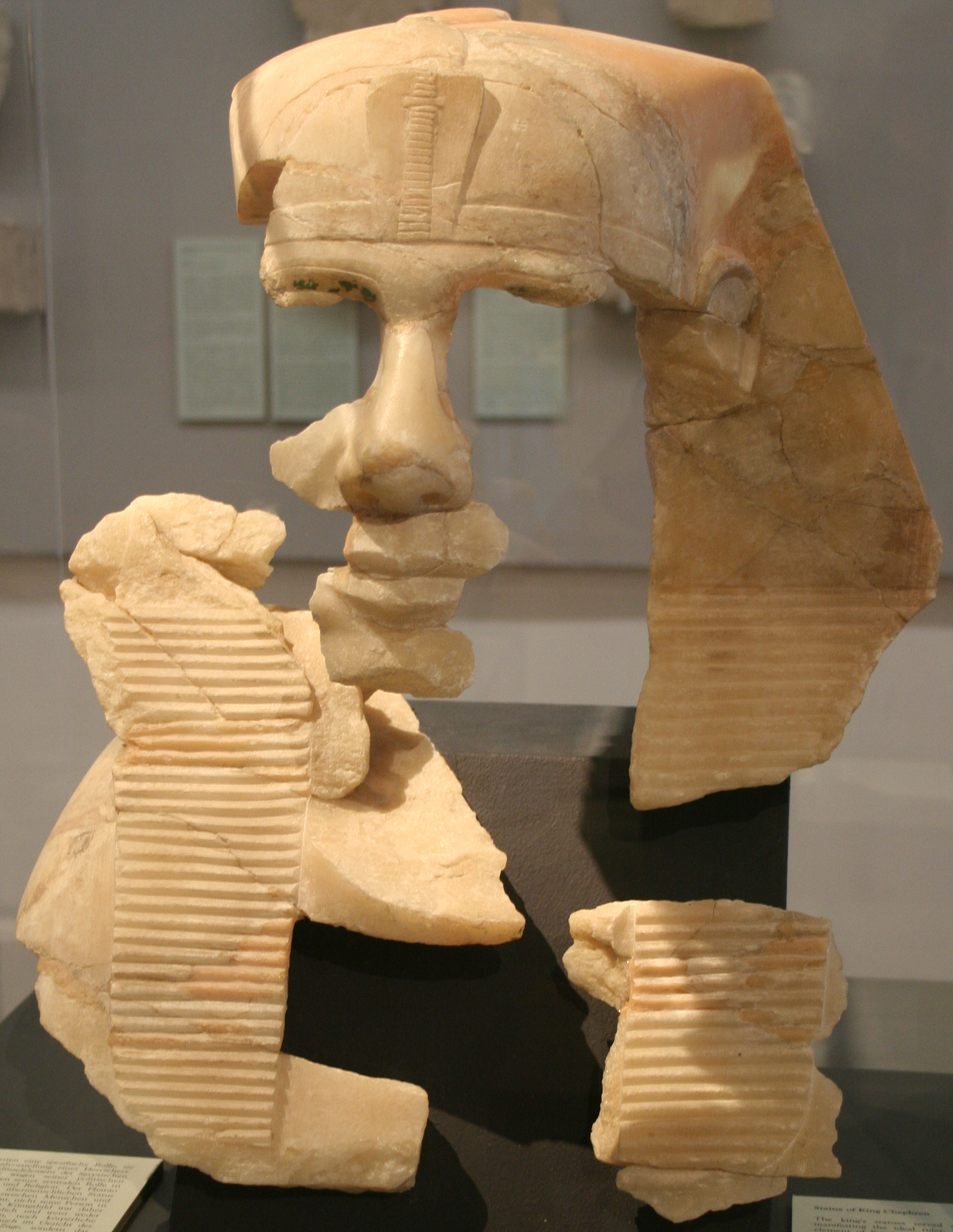
A „Lebegő Kephrén” – egy gízai Hafré-fej töredéke a hildesheimi Roemer- und Pelizaeus-Museum gyűjteményéből

A kiváló minőségű szobor teljesen ép arca miatt szerepet kapott más, felirat nélküli Hafré-szobrok azonosításában is. Erre azért lehetett alkalmas, mert az Óbirodalom idején a szobroknál kifejezetten követelmény volt a portrészerű hasonlóság. Annak ellenére, hogy az óbirodalmi szobrok többsége erősen idealizált, az arcvonások mindig felismerhetők kellett maradjanak.
Az arc jellegzetességei alapján akár töredékeket is sikerült beazonosítani.
Dr. Mark Lehner amerikai egyiptológus a Nagy szfinx felmérése során digitális modellt készített a Szfinxről, amelyen annak korábbi állapotai is szemléltethetők voltak. A Hafré a sólyommal szobor orrának digitális másolatát felhasználva kiegészítették a Szfinx arcát is, amelyről Lehner (és dr. Záhi Havássz is) megállapította, hogy feltűnően hasonlít Hafréhoz. Megemlítendő, hogy ezt a hasonlóságot nem minden szakértő fogadja el, például Rainer Stadelmann egyenesen Hufu képmásának tartja a Szfinx arcát.

## Hasonló alkotások
Érdemes megfigyelni a szem, száj, orr, és a nemesz-kendő jellegzetességeit.

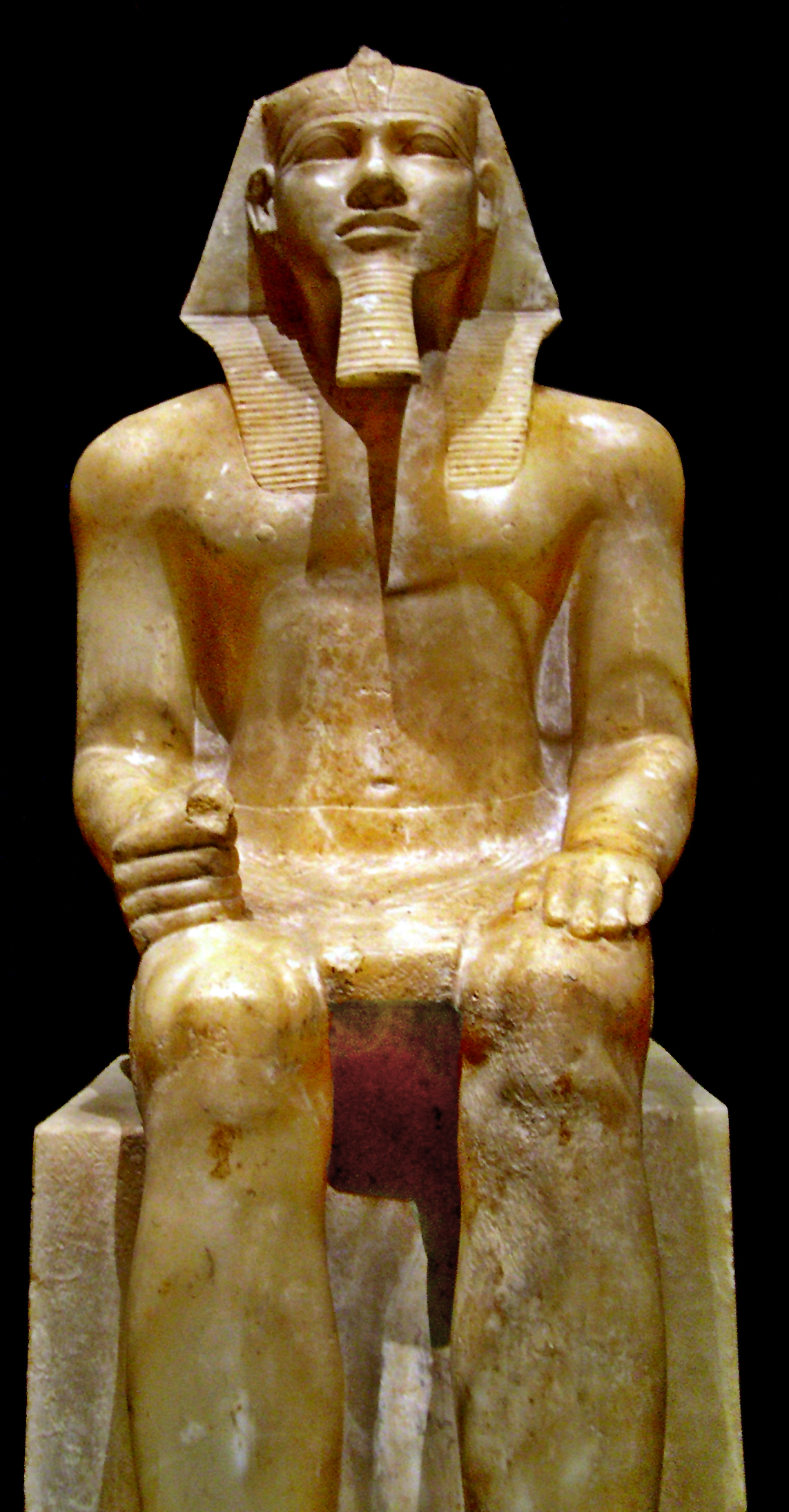
Mit Rahínában (az ókorban Ineb Hedzs, klasszikus nevén Memphisz) talált alabástrom szobor Hafré alakjával. A testtartás megegyezik a sólymos dioritszobor tartásával
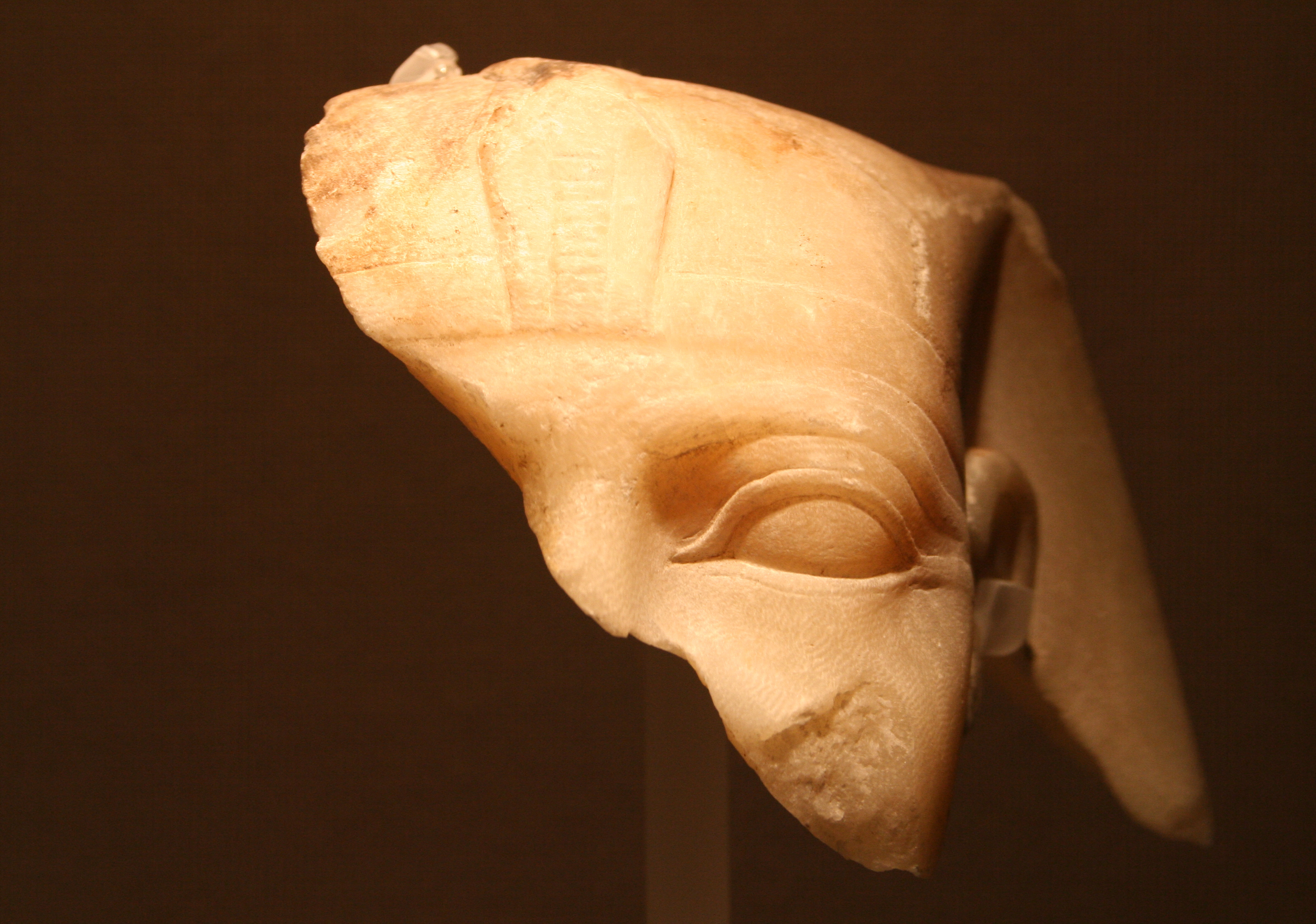
Hafré-fej töredéke a lipcsei Ägyptisches Museumból
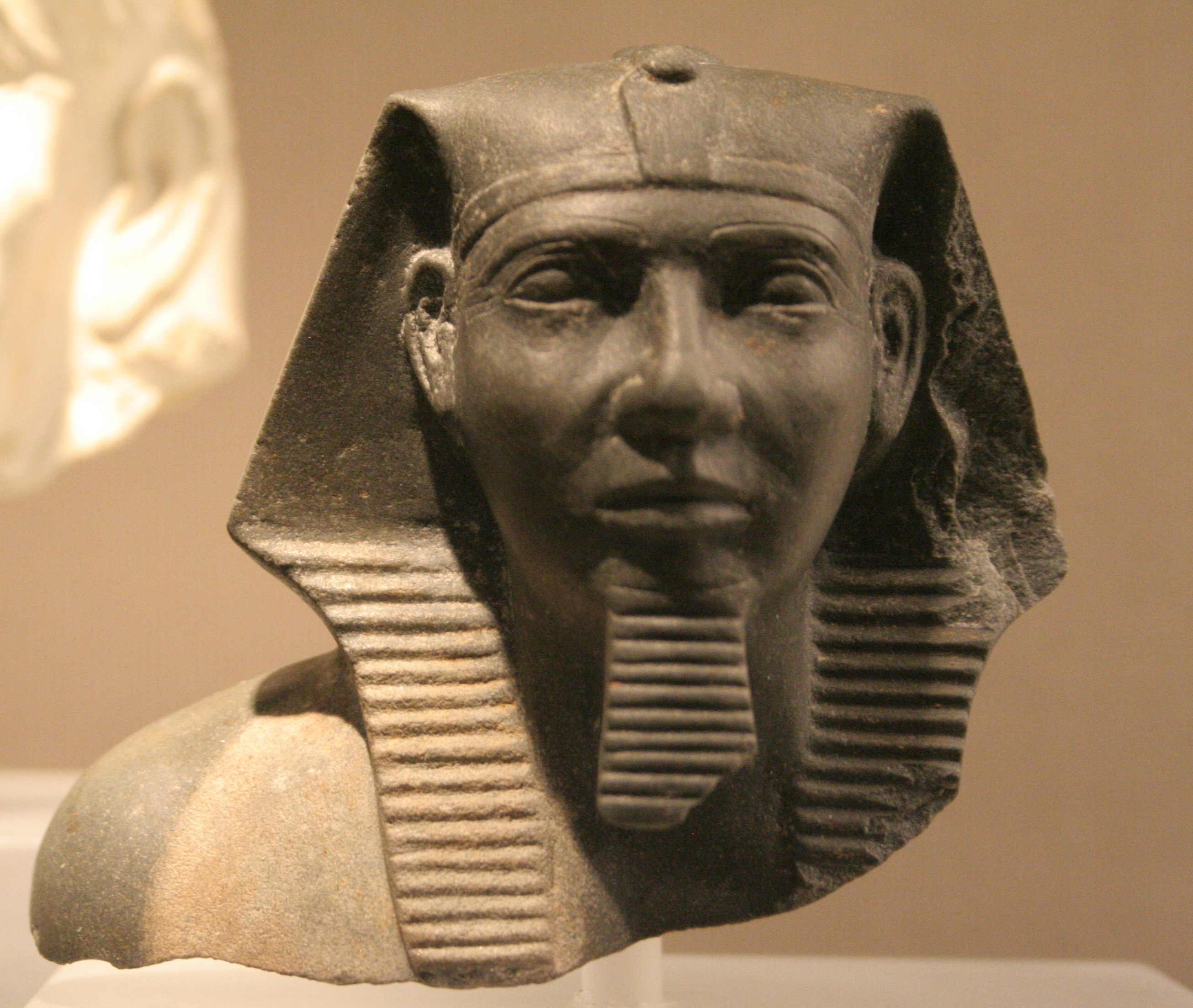
Hafré-töredék a lipcsei Ägyptisches Museumból
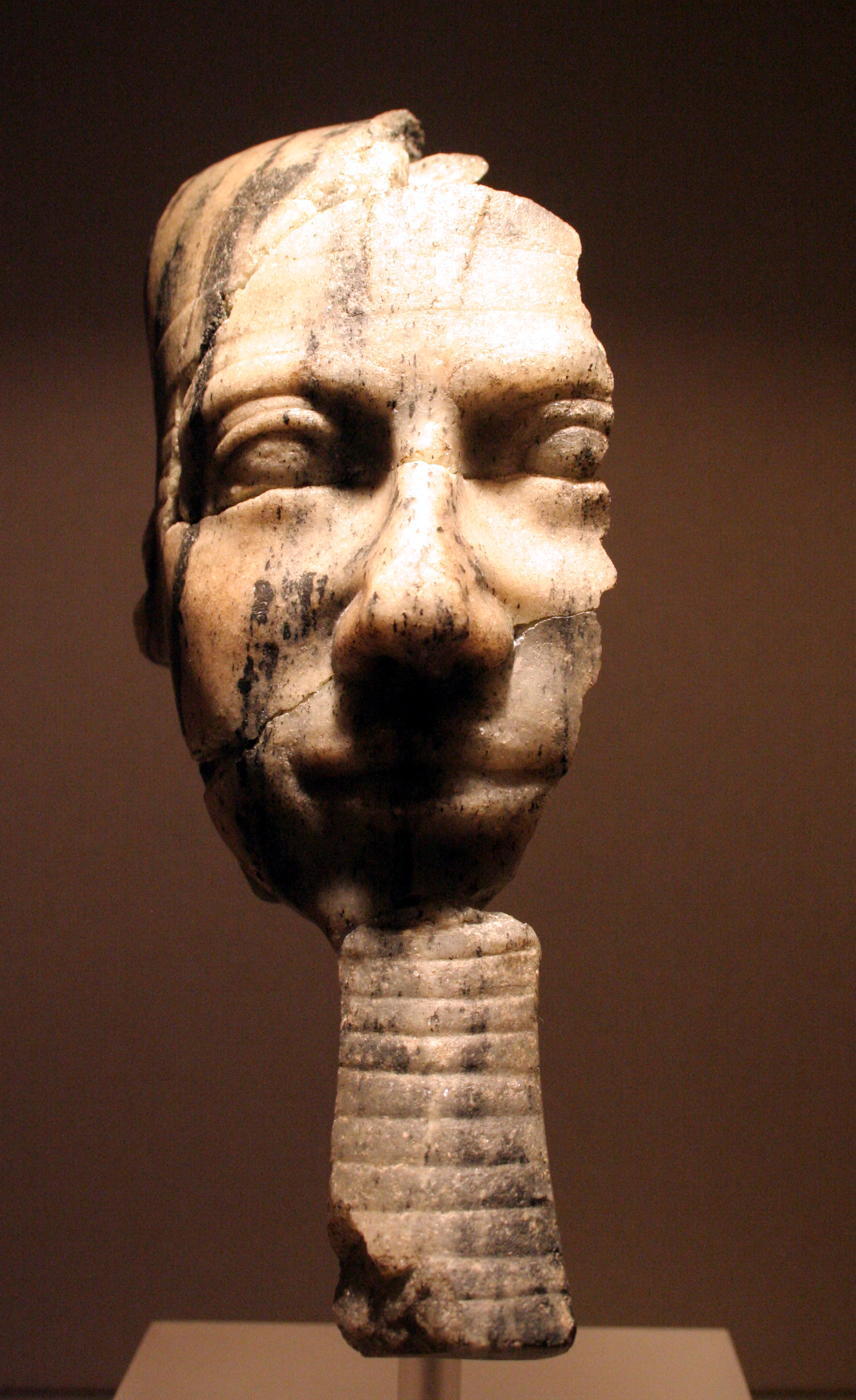
Hafré-töredék a lipcsei Ägyptisches Museumból